# Kevin Coyne
Kevin Coyne byl anglický undergroundový písničkář, známý také jako malíř, filmař a spisovatel.
Po studiu na výtvarné škole se živil jako terénní sociální pracovník a ošetřovatel v psychiatrické léčebně. Osudy lidí žijících na okraji společnosti jsou také námětem mnoha jeho písní. Vytvořil si svérázný styl interpretace, založený na expresivním zpěvu vycházejícím z bluesových tradic a nervní nemelodické technice hry na kytaru. V roce 1969 založil s Davem Claguem ze skupiny Bonzo Dog Doo-Dah Band vlastní skupinu Siren, jejíž desky vydával John Peel ve vlastní firmě Dandelion Records. Po rozpadu skupiny se dal roku 1972 na sólovou dráhu. Společně se Snoo Wilsonem napsal v roce 1976 společenskokritický muzikál England, England. Desku Babble nazpíval s Dagmar Krauseovou ze skupiny Henry Cow. Byl uznávaným výtvarníkem, navrhoval si obaly vlastních desek. Od roku 1985 žil v Německu, v roce 1992 obdržel Cenu města Norimberku za vědu a umění.
Po smrti Jima Morrisona nabídli The Doors Coynovi místo zpěváka, ale odmítl to s vysvětlením, že nerad nosí kožené kalhoty.
Vlastimil Třešňák označil Coyna za svůj hudební vzor.

## Diskografie
- 1969: Siren
- 1971: Strange Locomotion
- 1972: Case History
- 1973: Marjorie Razorblade
- 1974: Blame lt On The Night
- 1975: Matching Head and Feet
- 1976: Let's Have A Party
- 1976: Heartburn
- 1977: In Living Black and White
- 1977: Beautiful Extremes
- 1978: Dynamite Daze
- 1979: Millionaires and Teddy Bears
- 1979: Babble - Songs for Lonely Lovers
- 1980: Bursting Bubbles
- 1980: Sanity Stomp
- 1981: Pointing the Finger
- 1982: Politicz
- 1983: Beautiful Extremes et cetera
- 1984: Legless In Manila
- 1985: Rough
- 1987: Stumbling On To Paradise
- 1989: Everybody's Naked
- 1990: Romance - Romance
- 1991: Peel Sessions
- 1991: Wild Tiger Love
- 1992: Burning Head
- 1993: Tough and Sweet
- 1995: The Adventures Of Crazy Frank
- 1997: Knocking On Your Brain
- 1997: Live Rough And More
- 1999: Sugar Candy Taxi
- 2000: Room Full Of Fools
- 2002: Life Is Almost Wonderful
- 2002: Carnival
- 2004: Underground
- 2008: One Day in Chicago
- 2010: I Want My Crown